# Avenue (straat)

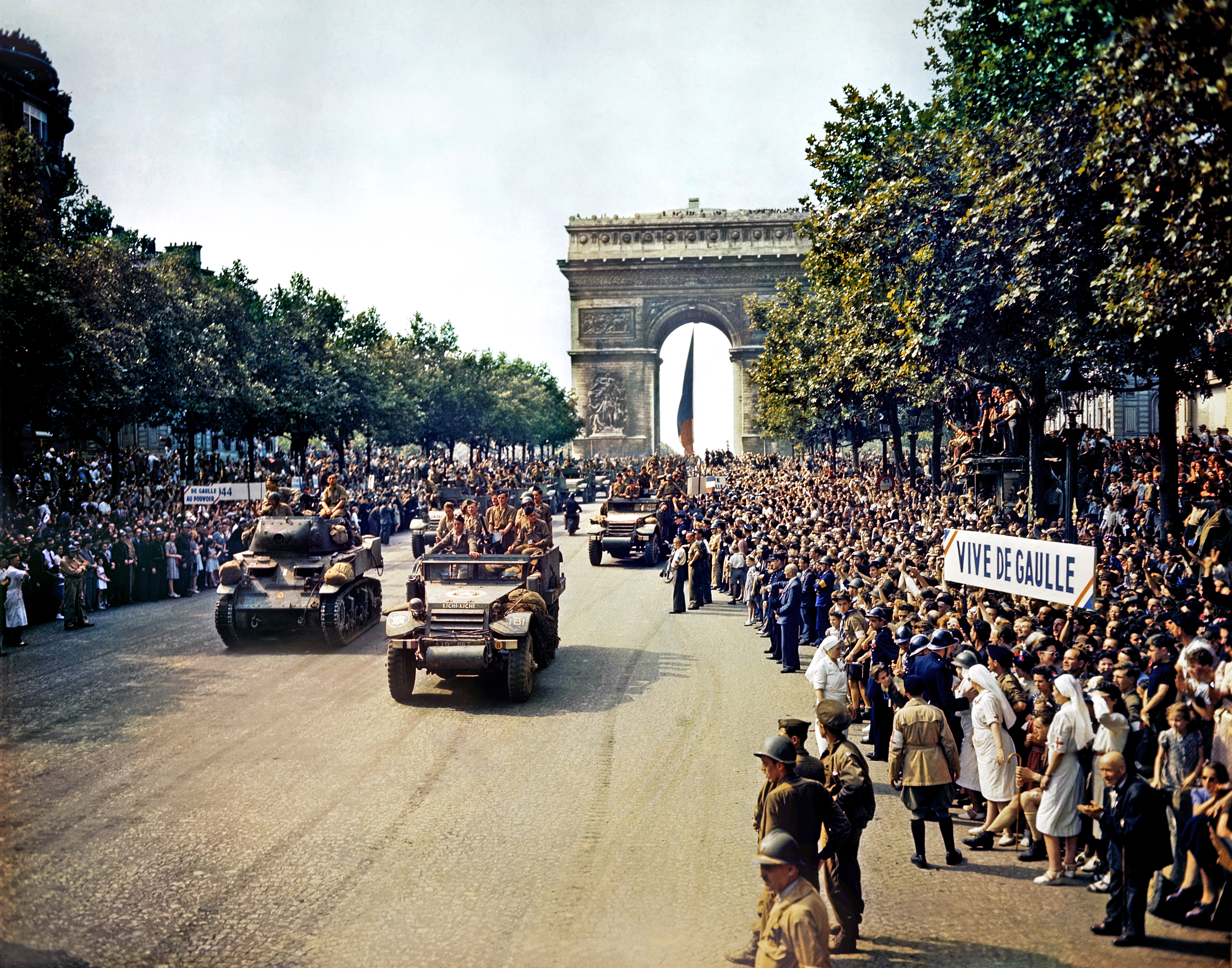
De Champs-Élysées in Parijs op 26 augustus 1944

Een avenue is een brede hoofdstraat in een stedelijke omgeving, vaak met bomen beplant. Het woord is aan het Frans ontleend.
In Franse steden onderscheidde men van oudsher avenues en boulevards, waarbij de eerste doorgaans radiaal verlopen (van binnen naar buiten) terwijl de laatste tangentieel verlopen (dus als een ring om de stad; het woord is dan ook afkomstig van het Nederlandse bolwerk). Beide worden in het Nederlands wel met 'laan' vertaald, zoals in Brussel het geval is. Een bekende avenue in Frankrijk is de Avenue des Champs-Élysées in Parijs.
Op Manhattan (New York) zijn de avenues brede straten die van zuid naar noord lopen, met dwars daarop de doorgaans smallere streets. Een bekende avenue op Manhattan is Fifth Avenue.
In Russisch sprekende landen komt een prospekt min of meer overeen met de avenue.